# Ryo Takeuchi
Ryo Takeuchi (竹内 涼, Takeuchi Ryo) est un footballeur japonais né le 8 mars 1991 à Shizuoka. Il évolue au poste de milieu offensif.

## Biographie
Il est vice-champion de J-League 2 en 2016 avec le Shimizu S-Pulse.

## Palmarès
- Vice-champion du Japon de D2 en 2016 avec le Shimizu S-Pulse